# Sant’Egidio in Trastevere

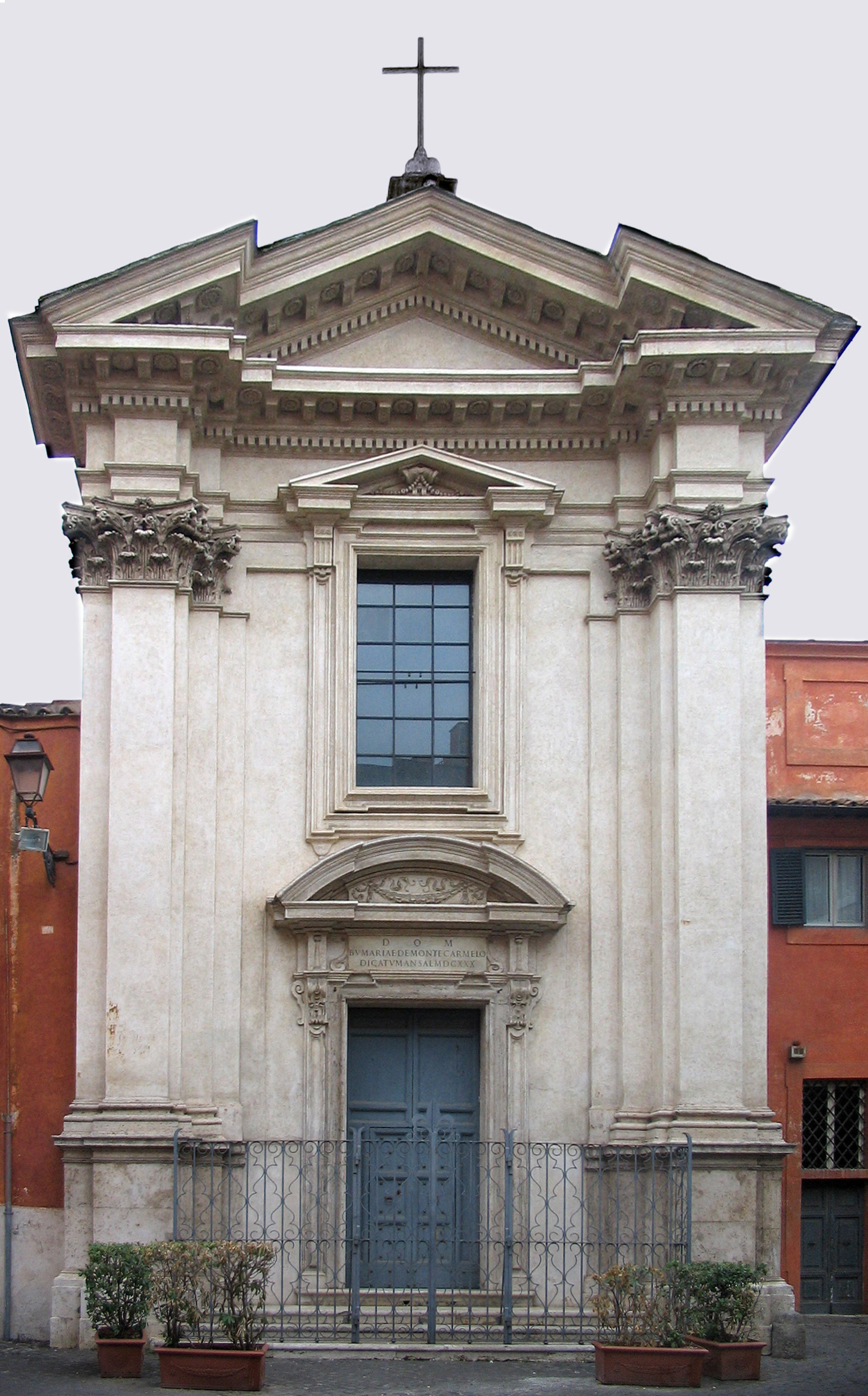
Sant’Egidio in Trastevere

Sant’Egidio in Trastevere (lateinisch Sancti Aegidii in Trastevere) ist eine Titelkirche im römischen Stadtteil Trastevere an der Piazza Sant’Egidio. Sie ist dem heiligen Ägidius geweiht. Die Kirche aus dem Jahr 1630 war bis 1971 Klosterkirche eines Konvents der Unbeschuhten Karmelitinnen. Seit 1973 befindet sich an der ehemaligen Klosterkirche der Sitz der Gemeinschaft Sant’Egidio.

## Geschichte

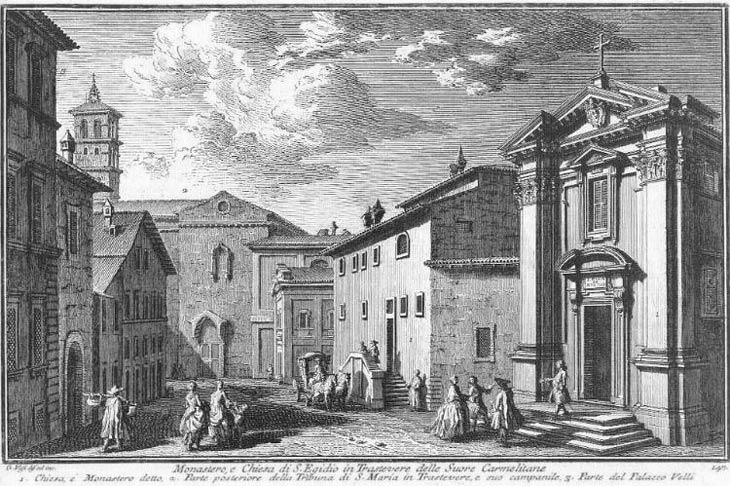
Kirche und Kloster Sant’Egidio in Trastevere (Stich von 1758)

1191 wurde eine Kirche mit dem Namen San Lorenzo in der Nähe von  Santa Maria in Trastevere erwähnt.
1610 wurde die Kirche wieder aufgebaut und das Patrozinium wurde auf Egidio geändert. Papst Urban VIII. vertraute die Kirche den Unbeschuhten Karmelitinnen an, die nebenan eine Niederlassung hatten. 
Am Standort der heutigen Kirche stand zunächst eine, die in der zweiten Hälfte des 16. Jahrhunderts das Patrozinium Santi Chrispino e Crispiniano erhalten hatte. 
Nun hatte der Orden zwei Kirchen zu unterhalten. Sie beschlossen, die erste Kirche Sant’Egidio abzureißen und an der Stelle von San Biagio eine Kirche aufzubauen, die Unserer Lieben Frau vom Berge Karmel und Sant’Egidio geweiht war. Da es in Rom mehrere Marienkirchen gibt, wurde die Kirche Sant’Egidio genannt. 
1973 übernahm die Gemeinschaft Sant’Egidio nach dem Auszug der Ordensschwestern das Kloster und die Kirche als ihren Hauptsitz. Die bisher namenlose Gemeinschaft benannte sich nach der Kirche. Ein Teil des ehemaligen Klosters wird als Museum genutzt.
Papst Franziskus erhob die Kirche am 5. Oktober 2019 zur Titelkirche und ernannte gleichzeitig Matteo Maria Zuppi, der vor seiner Bischofsweihe auch Kaplan der Gemeinschaft Sant’Egidio war, zum ersten Kardinalpriester.

## Innenraum
Im Inneren der einschiffigen Kirche sind das von Carlo Fontana geschaffene Grabmal der Veronica Rondinini und ein Gemälde des heiligen Ägidius von Cristoforo Roncalli, genannt il Pomarancio, erwähnenswert.